# 보헤미아 소녀
보헤미아 소녀는 마이클 윌리엄 발프가 작곡하고 앨프리드 번이 대본을 쓴 영어 낭만 오페라다. 줄거리는 미겔 데 세르반테스의 소설 라 히타닐라를 느슨하게 기반으로 한다.
이 작품에서 가장 잘 알려진 아리아는 "I Dreamt I Dwelt in Marble Halls"로, 주인공 알린이 어린 시절의 모호한 기억을 묘사하는 곡이다. 이 곡은 많은 예술가들이 녹음했는데, 가장 유명한 것은 조안 서덜랜드 여사이며, 노르웨이 소프라노 시셀 쉬르세뵈와 아일랜드 가수 에냐도 녹음했다.

## 공연 역사
이 오페라는 1843년 11월 27일 런던의 드루리 레인 왕립극장에서 초연되었다. 이 작품은 100회 이상 공연되었고 다음을 포함하여 전 세계적으로 많은 재공연을 즐겼다: 뉴욕 (1844년 11월 25일), 더블린 (1844년) 및 필라델피아 (1844년).
발페 생전에는 여러 언어 버전도 상연되었다. 독일어 버전인 디 치고이너린(Die Zigeunerin)은 1846년 빈에서 초연되었고, 이탈리아어 각색 및 번역본인 라 칭가라(La zingara)는 1854년 트리에스테에서 처음 상연되었으며, 마지막으로 4막짜리 프랑스어 버전인 라 보에미엔(La Bohémienne)은 1862년 루앙에서 작곡가 쥘 마스네가 지휘하고 당시 20세에 불과했던 유명한 메조소프라노 셀레스틴 갈리-마리가 집시 여왕 역을 맡아 상연되었다. 디 치고이너린이 독일어권 국가나 문화권에서 상당히 널리 유통된 반면, 라 칭가라는 런던, 더블린, 뉴욕, 보스턴 및 샌프란시스코와 같은 영어권 도시에서도 종종 재공연되었다. 1858년 런던의 허 매제스티스 극장에서 매우 성공적으로 공연된 라 칭가라는 발페에게 50 파운드 스털링의 추가 수표로 보상되었으며, 마리에타 피콜로미니, 마리에타 알보니 및 안토니오 주글리니가 출연했다.
이 오페라는 "1930년대까지 영국 순회 극단의 레퍼토리에 남아 있었고 1932년 새들러즈 웰즈에서 재공연되었다." 제2차 세계 대전 이후, 이 오페라는 1951년 코벤트 가든에서 데니스 아런델이 연출하고 토머스 비첨이 지휘하며 로베르타 피터스, 앤서니 말로, 제스 월터스, 에디스 코츠, 하웰 글린, 머레이 디키가 출연한 프로덕션으로 상연되었다. 아일랜드 워터퍼드 국제 라이트 오페라 페스티벌에서 벨파스트 오페라 협회가 1978년, 2006년 북아일랜드 스트랭퍼드의 캐슬워드 오페라, 2008년 영국 해슬미어의 오페라 사우스가 상연했다.

## 등장인물

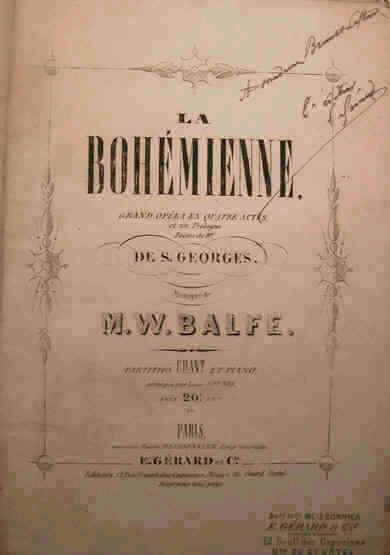

| 역할                      | 음역     | 초연 배우진, 1843년 11월 27일 (지휘: 마이클 윌리엄 발페 ) |
| ------------------------- | -------- | --------------------------------------------------------- |
| 알린, 아른하임 백작의 딸  | 소프라노 | 미스 페인 (1막); 엘리자베스 레인포스 (2–3막)              |
| 타데우스, 폴란드인 망명자 | 테너     | 윌리엄 해리슨                                             |
| 아른하임 백작             | 바리톤   | 콘라도 보라니                                             |
| 집시 여왕                 | 콘트랄토 | 애비게일 엘리자베스 베츠                                  |
| 데빌스후프, 집시 족장     | 베이스   | 조지 스트레튼                                             |
| 플로르스테인, 백작의 조카 | 테너     | 제임스 허드슨                                             |
| 부다, 알린의 시녀         | 소프라노 | 미스 페인                                                 |
| 근위대장                  | 베이스   | 하웰                                                      |
| 장교                      | 테너     | 존 빈지                                                   |
| 첫 번째 집시              |          | 버트                                                      |
| 두 번째 집시              |          | T. 리지웨이                                               |

## 줄거리

### 1막
폴란드 귀족 타데우스는 오스트리아로 망명하여 집시 무리에 합류한다. 그는 아른하임 백작의 어린 딸 알린을 사슴에게 죽임을 당할 위기에서 구해낸다. 백작은 감사하는 마음으로 그를 연회에 초대하지만, 타데우스는 오스트리아 황제 동상에 건배하기를 거부하고 대신 와인을 뿌린다. 분노한 백작으로부터 그는 집시 친구 데빌스후프의 도움으로 탈출하고, 데빌스후프는 알린을 납치한다.

### 2막
12년이 흘렀다. 알린은 귀족 집안에서 자랐던 기억을 희미하게만 떠올릴 수 있다. 그녀와 타데우스는 연인 관계이지만, 집시 여왕도 타데우스를 사랑한다. 아른하임 백작의 조카 플로르스테인(그녀를 알아보지 못하고)은 알린과 사랑에 빠지지만, 여왕은 플로르스테인에게서 훔친 메달을 알린에게 몰래 놓는다. 플로르스테인은 메달을 알아보고 그녀를 체포시킨다. 그녀는 백작 앞에서 재판을 받게 되고, 백작은 사슴 공격으로 인해 팔에 남은 흉터를 알아본다.

### 3막
알린은 아버지의 성에서 열리는 무도회에 참석하지만, 집시 생활과 진정한 사랑에 대한 향수를 느낀다. 타데우스는 창문을 통해 성에 침입하여 그녀에게 청혼한다. 그는 결국 12년 전 자신이 모욕했던 백작의 신뢰를 얻고, 백작은 그들을 축복한다. 집시 여왕은 성으로 따라가서 같은 창문을 통해 침입하여 총으로 알린을 죽이고 타데우스를 납치하려 한다. 그러나 그녀가 계획을 실행하기 전에 데빌스후프가 그녀의 손에서 무기를 빼앗으려다가 싸움 중에 실수로 살해당한다.

## 음악 번호
| 서곡 (1843년 공연을 위한 A장조 서곡과 쥘 파들루가 지휘한 1867년 파리 공연을 위한 완전히 다른 C장조 서곡) 1막 1. "깃발을 들고 노예를 쓰러뜨리자" 2. "우리 조국을 떠나는 것은 슬프다" 3. "집시의 삶 속에서" 4. "가까운 곳에 구원이 없는가?" 5. "용감한 노예를 쓰러뜨려라" 6. "어떤 소리가 들려오는가?" 7. "따라와, 따라와" 2막 8. "침묵, 침묵" 9. "와인, 와인!" 10. "나는 대리석 궁전에 살았음을 꿈꿨네" 11. "그녀의 출생의 비밀" 12. "마음이 행복하고 가벼운 자들" 13. "사라졌다, 과거는 모두 꿈이었다" 14. "집시 신부와 함께 오라" 15. "삶 그 자체는, 기껏해야" 16. "홀로!" 17. "고개 숙인 마음" 18. "멈춰! 멈춰! 우리는 빼앗은 생명을 줄 수 없다" 3막 19. "다른 입술이" (또는 "그때 넌 날 기억할 거야"로 알려짐) 20. "세상을 가로질러 날아갈 거야, 사랑" 21. "현재를 환영하라" 22. "오, 얼마나 큰 기쁨인가" |

## 영화 버전
영국에서 1922년에 무성 영화 버전이 만들어졌다. 무대 배우로 더 잘 알려진 엘런 테리는 유모 부다 역으로 마지막 스크린에 출연했다. 아이버 노벨로는 타데우스 역을, 글래디스 쿠퍼는 알린 역을, C. 오브리 스미스는 데빌스후프 역을 맡았다.
오페라의 초기 유성 단편 영화 버전은 1927년 영국에서 촬영되었으며, 알린 역에는 폴린 존슨이, 타데우스 역에는 허버트 랭글리가 출연했다.
가장 잘 알려진 버전은 의심할 여지 없이 1936년 장편 로럴과 하디 영화로, 오프닝 크레딧에는 "보헤미아 소녀의 코미디 버전"이라고 설명되어 있다. 로럴과 하디가 연기한 캐릭터는 무대 오페라에 등장하지 않으며, 타데우스도 영화에 등장하지 않는다.
라 히타닐라 자체는 세 번 영화화되었지만, 영어로는 한 번도 만들어지지 않았다.

## 다른 언급
보헤미아 소녀는 제임스 조이스의 단편 소설 "진흙"과 "이블린"에 언급되어 있으며, 이 두 작품은 모두 더블린 사람들에 속한다. "진흙"에서 등장인물 마리아는 "나는 대리석 궁전에 살았음을 꿈꿨네"의 몇 줄을 부른다. 이 아리아는 조이스의 소설 피네간의 경야에서도 다시 인용된다.
P. G. 우드하우스의 단편 소설 "선택의 여지 없이"에서, 주로 버트램 우스터에 의해 "시피"라고 불리는 올리버 랜돌프 시펄리는 "고통의 무게에 짓눌린 마음은 가장 약한 희망에도 매달릴 것이다"라는 인용구로 우스터를 맞이한다.
조지 오웰은 그의 수필 "왜 나는 쓰는가"에서 자신이 썼던 "작은 시"를 회상한다. 그 시의 마지막 구절은 "나는 대리석 궁전에 살았음을 꿈꿨네, / 그리고 깨어보니 그것이 사실임을 알았네..."이다.
부스 타킹턴은 두 반레벨에서 오페라를 이름 없이 언급하고 "나는 대리석 궁전에 살았음을 꿈꿨네"라는 아리아의 한 구절을 인용한다.
오페라는 애냐 시튼의 소설 드래곤위크에 언급되고, 1844년을 배경으로 한 이 소설에서 아리아가 여러 번 언급된다. 이 노래는 이 책의 영화 버전에도 등장한다.
윌라 캐더는 이 작품을 언급했다. 그녀의 단편 소설 중 "보헤미아 소녀"라는 제목의 작품은 몇몇 아리아(다시 "나는 대리석 궁전에 살았음을 꿈꿨네"를 포함하여)의 인용구를 포함한다. 이 이야기의 줄거리 역시 원작과 상당한 유사점을 가지고 있다.
"나는 대리석 궁전에 살았음을 꿈꿨네" 아리아는 1993년 영화 순수의 시대에서 불려진다. 이 아리아는 1998년 영화 거버니스에서 클레멘티나 캐번디시가 연주하고 불렀다.
오페라는 바람과 함께 사라지다에서 멜라니가 애틀랜타에서 토요일 밤 음악 모임을 주도할 때 언급된다.
1948년 영화 “아파트 포 페기”에서 페기가 집주인에게 자신과 남편이 다락방을 살기 좋은 공간으로 바꾸는 방법을 보여줄 때 이 아리아가 피아노로 연주된다.

## 녹음
"나는 대리석 궁전에 살았음을 꿈꿨네"는 여러 녹음이 존재하며, 그 중 하나는 서덜랜드의 컴필레이션 음반 라 스투펜다(La Stupenda)에 수록되어 있다. 서덜랜드의 남편이자 지휘자인 리처드 보닝은 그의 제자인 노바 토마스가 타이틀 역할을 부른 보헤미아 소녀의 완전한 버전을 녹음했다. 이것은 전체 오페라의 유일한 완전한 녹음 중 하나이며 아카이브뮤직을 통해 여전히 판매되고 있다. 보관됨 2012-10-04 - 웨이백 머신
발페: 보헤미아 소녀, 아일랜드 국립 심포니 오케스트라, RTÉ 필하모닉 합창단
- 지휘: 리처드 보닝
- 주요 가수: 노바 토마스 (알린), 패트릭 파워 (타데우스), 조나단 서머스 (아른하임 백작), 베르나데트 컬렌 (집시 여왕), 존 델 카를로 (데빌스후프), 티모시 저먼 (플로르스테인)
- 녹음 날짜 및 장소: 1991년 1월, 국립 콘서트 홀, 더블린
- 레이블: 아르고, 433 324-2 (2CD)

아서 피들러와 보스턴 팝스 오케스트라는 1958년 보스턴 티 파티(Boston Tea Party)라는 앨범을 위해 RCA 빅터에서 이 오페라의 서곡을 녹음했다. 이 곡은 스테레오 LP로 발매되었고, 나중에 CD로 재발매되었다.